# J. Lawrence Cook
Jean Lawrence Cook (* 14. Juli 1899 in Athens, Tennessee; † 2. April 1976 in New York City) war ein US-amerikanischer Jazz-Pianist und gilt als der produktivste Pianolarollen-Arrangeur aller Zeiten. Seine Leistung wird auf 10.000 bis 20.000 verschiedene Pianolarollen-Aufnahmen geschätzt.

## Leben und Wirken
Cook wurde als Sohn eines Predigers geboren. Er war bereits vor seinem vierten Geburtstag verwaist. Seine Großeltern, bei denen er aufwuchs, führten den jungen Cook an die Musik heran. Er konnte sie von der Notwendigkeit einer formalen Ausbildung als Pianist überzeugen, die er beim Haines Normal and Industrial Institut in Augusta (Georgia) erhielt. Nachdem er 1919 in Pittsburgh in Gelegenheitsjobs gearbeitet hatte, zog Cook im März 1920 nach New York. Dort nahm er einige Pianola-Rollen für die US Music Roll Company auf. Im Mai 1923 wurde er bei der QRS Music Roll Company (QRS Records) angestellt, für die er fast 50 Jahre arbeitete. Aufgrund seines ausgesprochen produktiven Schaffens verwendete er auch Pseudonyme; einige der von ihm eingespielten Rollen erschienen unter Namen wie Sid Laney, Pep Doyle und Walter Redding.
Darüber hinaus interpretierte er zahlreiche Fats-Waller-Stücke in dessen Stil. Diese Rollen wurden, mit ausdrücklicher Genehmigung von Thomas „Fats“ Waller unter dem Pseudonym Fats Waller veröffentlicht, während Rollen, die Waller selbst eingespielt hatte, mit Thomas Waller signiert waren. Waller und Cook waren befreundet.
Cook war dafür bekannt, mehr als zwei Rollen pro Tag zu produzieren. Die meisten Arrangements von Cook zeigen einen unverkennbaren, eigenen Stil, der klar beeinflusst ist von zeitgenössischen Jazz-Pianisten wie James P. Johnson oder Fats Waller. In den 1960er Jahren (als andere Musikgenres populärer waren) ließ QRS die Rollen mehr und mehr von jüngeren Arrangeuren einspielen. Selbst einige vordem von Cook eingespielte Titel wurden in dieser Zeit neu arrangiert.
Neben der Einspielung von Pianola-Rollen erstellte Cook Band-Orgelrollen für die B.A.B. Organ Company. Laut einem Interview mit Cook in den 1970er Jahren war er der einzige Arrangeur für B.A.B, der bis zum Zeitpunkt ihrer Schließung mehr als 800 Master-Rollen produziert hatte. Einige der Arrangements von Cook für B.A.B. wurden nie veröffentlicht, sind aber eingelagert in Virginia City, Montana, USA. Cook arrangierte in allen gängigen Orgel-Skalen.
Weiterhin transkribierte Cook einige Stücke von Jelly Roll Morton für die Tempo-Music Publishing Company. Einige der Pianorollen wurden auch auf Schallplatte veröffentlicht. 1949 hatte er mit The Old Piano Roll Blues einen ersten Hit.